# Seryna
Seryna (kwas α-amino-β-hydroksypropionowy, skróty: Ser lub S) – organiczny związek chemiczny, endogenny aminokwas kodowany (białkowy), wchodzi w skład białek, takich, jak np. kazeina w mleku czy fibroina jedwabiu. Jest obojętna elektrycznie. Niezbędna w diecie człowieka, pełni ważną funkcję w trawieniu białek jako składnik proteaz serynowych. Dekarboksylacja seryny prowadzi do powstania kolaminy. Podczas biosyntezy białek jest kodowana przez kodony UCU, UCC, UCA, UCG, AGU oraz AGC.